# Křinice
Křinice (niem. Kirnitzsch) – rzeka graniczna w Czechach i Niemczech.
Górska rzeka graniczna w północno-zachodnich Czechach i południowo-wschodnich Niemczech, o długości 45 km, należąca do zlewiska Morza Północnego prawostronny dopływ Łaby. Źródło rzeki położone jest na wysokości około 490 m n.p.m., na terenie Šluknovskej pahorkatiny na południowym zboczu niewielkiego wzgórza na zachód od miejscowości Studánka.